# Кастріот Сопа
Кастріот Сопа (нім. Kastriot Sopa; 20 листопада 1992) — німецький боксер, призер Європейських ігор 2015.

## Аматорська кар'єра
На чемпіонаті Європи 2013 в категорії до 60 кг переміг Александру Кукеряну (Румунія) та Оганеса Бачкова (Вірменія), а у чвертьфіналі програв Вазгену Сафарянцу (Білорусь).
На Європейських іграх 2015 в категорії до 64 кг завоював бронзову медаль.
- В 1/8 фіналу переміг Іраклія Мелікішвілі (Грузія) — 3-0
- У чвертьфіналі переміг Діна Волша (Ірландія) — 3-0
- У півфіналі програв Вінченцо Манджакапре (Італія) — 0-3

На чемпіонаті Європи 2015 програв у другому бою Йохану Ороско (Іспанія).